# Phytophthora alni

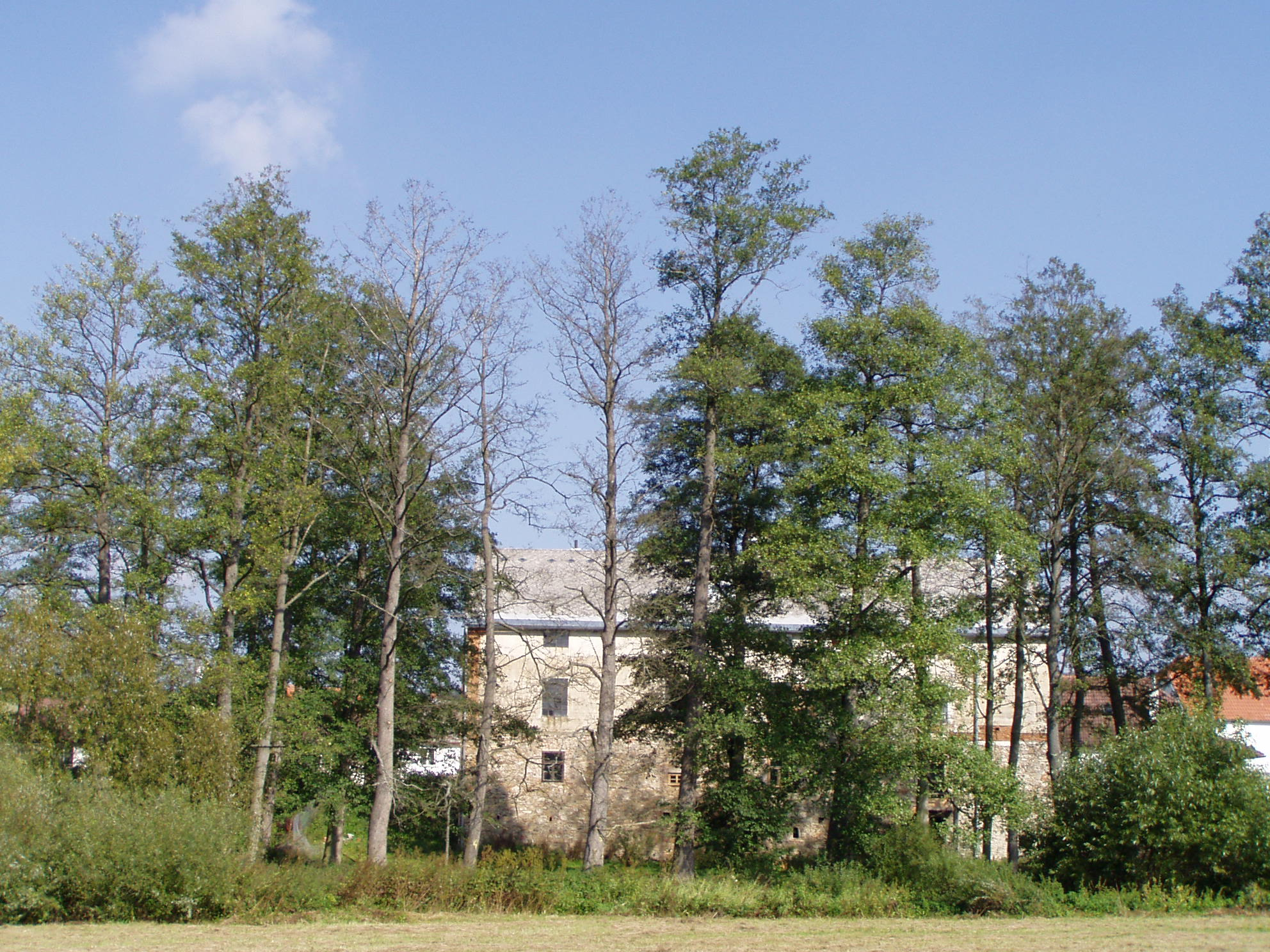
Drzewa obumarłe w wyniku fytoftorozy wywołanej przez P. alni

Phytophthora alni Brasier & S.A. Kirk – gatunek organizmów należący do grzybopodobnych lęgniowców. Grzyb mikroskopijny, pasożyt. U olszy wywołuje chorobę zwaną fytoftorozą drzew.

## Systematyka i nazewnictwo
Pozycja w klasyfikacji według Index Fungorum: Phytophthora, Peronosporaceae, Peronosporales, Peronosporidae, Peronosporea, Incertae sedis, Oomycota, Chromista.
Synonimy:
- Phytophthora alni Brasier & S.A. Kirk 2004 subsp. alni
- Phytophthora alni subsp. multiformis Brasier & S.A. Kirk 2004
- Phytophthora alni subsp. uniformis Brasier & S.A. Kirk 2004

Uważa się, że gatunek ten istnieje od niedawna, i że powstał w wyniku skrzyżowania dwóch różnych gatunków, jest więc mieszańcem.

## Morfologia
Można hodować go na pożywce CA. Tworzy na niej nieregularne kolonie, o obszarach rosnących z różną szybkością. Optymalna temperatura wzrostu kolonii wynosi 25 °C, minimalna 10 °C, maksymalna 30 °C. Strzępki o gładkiej powierzchni jednakowej grubości, bez brodawek i zgrubień, rozgałęziające się pod niemal prostym kątem. Zarodnie pływkowe wyrastają na długich i prostych sporangioforach i nie wykazują tendencji do opadania. Są eliptycznego kształtu, bez zgrubienia na szczycie (nonpapilate) i mają rozmiar 35–68 × 23–51,5 µm.. Pływki uwalniają się szerokim otworem. Na sztucznych pożywkach normalnie nie tworzy zarodni pływkowych, ale można go do tego pobudzić dodatkiem niesterylnego ekstraktu glebowego.
Jest homotaliczny; lęgnie i plemnie tworzą się na tej samej plesze. Lęgnie mają bruzdkowaną ścianę i rozmiar 36–57 µm. Plemnie zazwyczaj tworzą się wokół lęgni i mają rozmiar 16–27,5 × 12–20 µm. Powstająca oospora ma średnicę 25–47 µmi otoczona jest gładką i cienką ścianą.

## Rozmnażanie
Rozprzestrzenia się głównie za pomocą pływek. Uwalniane są w obecności wody i gdy temperatura nie ulega wielkim wahaniom. Gdy zetkną się z korzeniami roślin pływki kiełkują tworząc strzępkę kiełkową, która potrafi wniknąć przez zdrowe korzenie. Pływki mogą być roznoszone w dół rzek i potoków wraz z prądem wody, ale mogą być przenoszone także w górę rzeki przez ptaki brodzące, opony pojazdów, narzędzia do pielęgnacji roślin. Może rozprzestrzeniać się także wraz z zakażonymi sadzonkami.

## Występowanie i siedlisko
Gatunek wykryty został w 1993 r. w Anglii na olszy (formalnie jako nowy gatunek opisano go w roku 2004). Zaraz potem stwierdzono jego obecność we Francji, a wkrótce również w Austrii. Ostatnio stwierdzono jego obecność również w Ameryce Północnej. W Niemczech spowodował duże szkody. Sprowadzonymi z zagranicy i zakażonymi tym patogenem sadzonkami olszy obsadzono bowiem brzegi rzeki w celu ich umocnienia. Patogen wraz z płynącą wodą wkrótce rozprzestrzenił się w dół rzeki. W Polsce uznany jest za gatunek obcy i inwazyjny.
Jest patogenem bardzo zjadliwym. Jak dotąd w warunkach naturalnych stwierdzono jego występowanie tylko na olszy, ale badania laboratoryjne wskazują, że może rozwijać się także na orzechu włoskim, kasztanie jadalnym i wiśni ptasiej.